# لياندرو غريمي
لياندرو داميان مارسيلو غريمي (بالإسبانية: Leandro Damián Marcelo Grimi)‏، (سان لورينزو، 9 فبراير 1985)، لاعب كرة قدم أرجنتيني، ويلعب مع نادي إيه سي ميلان الإيطالي.
بدأ مسيرته الكروية مع نادي هوراكان في عام 2004، ولعب معهم حتى عام 2006، وقد شارك في تلك الفترة في 67 مباراة وسجل عشرة أهداف، وفي عام 2006 انتقل إلى نادي ريسنغ كلوب الأرجنتيني، ولعب معهم 11 مباراة وسجل هدف واحد، وفي يناير 2007 انتقل إلى نادي إيه سي ميلان الإيطالي، وقد لعب أولى مبارياته أمام نادي أريتسو في كأس إيطاليا.

## روابط خارجية
- لياندرو غريمي على موقع قاعدة بيانات كرة القدم.إي يو (الإنجليزية)
- لياندرو غريمي على موقع Soccerway.com (الإنجليزية)
- لياندرو غريمي على موقع عالم كرة القدم.نت (الإنجليزية)
- لياندرو غريمي على موقع AS.com (الإسبانية)